# كين شابمان
كين شابمان (بالإنجليزية: Ken Chapman)‏ (25 أبريل 1932 بكوفنتري في المملكة المتحدة - ) هو لاعب كرة قدم بريطاني في مركز الهجوم. لعب مع برادفورد سيتي ونادي بلاكبول ونادي كرو ألكساندرا وBanbury United F.C. ‏.